# Elisabeth Risdon
Pour les articles homonymes, voir Risdon.
Elisabeth Risdon est une actrice britannique, née le 26 avril 1887 à Londres (Angleterre), morte le 20 décembre 1958 à Santa Monica (Californie).

## Biographie
Après sa formation à la Royal Academy of Dramatic Art de Londres, Elisabeth Risdon apparaît au cinéma — britannique et américain — de 1913 à 1952 (son dernier film est Scaramouche, avec Stewart Granger), au théâtre à Broadway de 1912 à 1935, et à la télévision, dans quelques séries, de 1950 à 1956.
Bon nombre de ses premiers films (muets) sont réalisés par Maurice Elvey — qu'elle aura comme partenaire dans trois pièces à Broadway, en 1912-1913 — ou George Loane Tucker, son premier époux.
Aux génériques de ses participations, son nom est parfois orthographié « Risden » et son prénom souvent écrit « Elizabeth ».
Elisabeth Risdon est morte d'une hémorragie cérébrale en décembre 1958.

## Filmographie partielle

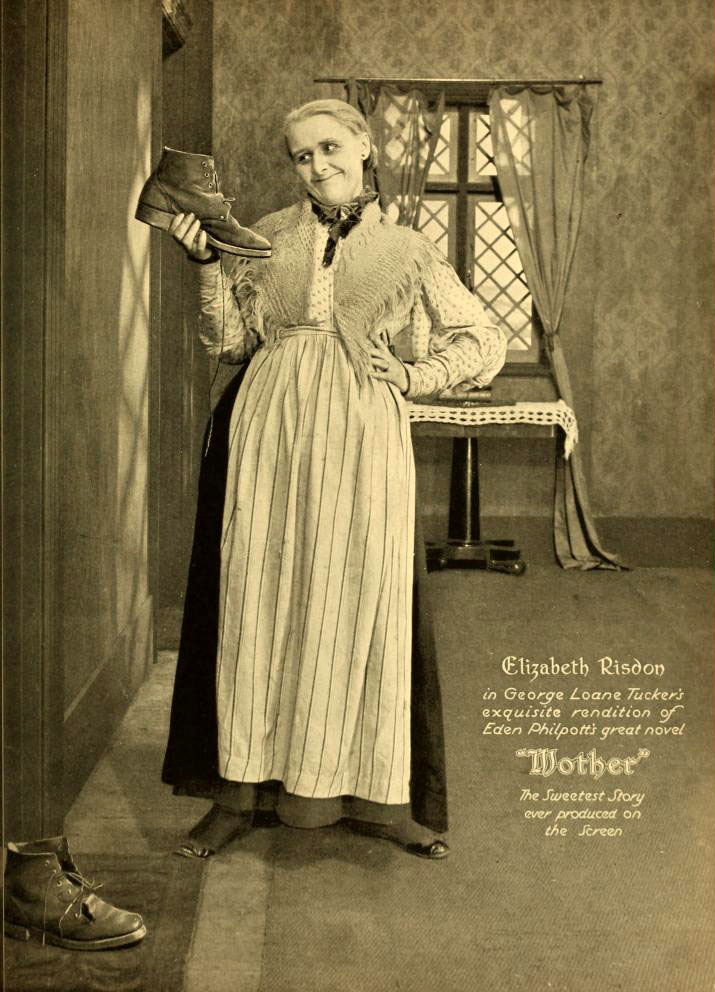
Mother (1917)

- 1913 : Maria Marten, or the Mystery of the Red Barn, court métrage de Maurice Elvey
- 1913 : Bridegrooms beware, court métrage de Maurice Elvey
- 1914 : The Cup Final Mystery de Maurice Elvey
- 1914 : The Idol of Paris de Maurice Elvey
- 1915 : The Christian de George Loane Tucker
- 1916 : The Manxman de George Loane Tucker
- 1916 : The Princess of Happy Chance de Maurice Elvey
- 1917 : The Mother of Dartmoor de George Loane Tucker
- 1919 : A Star over Night, court métrage de George Terwilliger
- 1935 : Crime et Châtiment (Crime and Punishment) de Josef von Sternberg
- 1936 : Théodora devient folle (Theodora goes Wild) de Richard Boleslawski
- 1936 : L'Obsession de madame Craig (Craig's Wife) de Dorothy Arzner
- 1937 : La Femme que j'aime (The Woman I Love) de Anatole Litvak
- 1937 : Place aux jeunes ou Au crépuscule de la vie (Make Way for Tomorrow) de Leo McCarey
- 1937 : La ville gronde (They won't forget) de Mervyn LeRoy
- 1937 : Rue sans issue (Dead End) de William Wyler
- 1937 : Mannequin de Frank Borzage
- 1938 : Délicieuse (Mad About Music) de Norman Taurog
- 1938 : Tom Sawyer détective (Tom Sawyer, Detective) de Louis King
- 1938 : Ah ! ces vedettes ! (The Affairs of Annabel) de Benjamin Stoloff
- 1939 : Les Fantastiques Années 20 (The Roaring Twenties) de Raoul Walsh
- 1939 : The Great Man votes de Garson Kanin
- 1939 : Les Aventures d'Huckleberry Finn de Richard Thorpe
- 1939 : Quels seront les cinq ? (Five Came Back), de John Farrow
- 1939 : Chirurgiens (Disputed Passage) de Frank Borzage
- 1940 : Abraham Lincoln (Abe Lincoln in Illinois) de John Cromwell
- 1940 : Mexican Spitfire Out West de Leslie Goodwins
- 1940 : Saturday's Children de Vincent Sherman
- 1940 : Howard le révolté (The Howards of Virginia) de Frank Lloyd
- 1941 : La Grande Évasion (High Sierra) de Raoul Walsh
- 1941 : Paris calling d'Edwin L. Marin
- 1942 : Madame veut un bébé (The Lady is willing) de Mitchell Leisen
- 1942 : Les Naufrageurs des mers du Sud (Reap the Wild Wind) de Cecil B. DeMille
- 1942 : Prisonniers du passé (Random Harvest) de Mervyn LeRoy
- 1942 : Madame exagère (Are Husbands Necessary?) de Norman Taurog
- 1943 : L'Ange perdu (Lost Angel) de Roy Rowland
- 1943 : Amour et Swing (Higher and Higher) de Tim Whelan
- 1943 : The Amazing Mrs. Holliday, de Bruce Manning
- 1944 : Le Fantôme de Canterville (The Canterville Ghost) de Jules Dassin
- 1944 : Le Suicide du Professeur X (Weird Woman) de Reginald Le Borg
- 1944 : L'Amazone aux yeux verts (Tall in the Saddle) d'Edwin L. Marin
- 1945 : L'Invisible Meurtrier (The Unseen) de Lewis Allen
- 1946 : Le Retour à l'amour (Lover Come Back) de William A. Seiter
- 1947 : L'Œuf et moi (The Egg and I) de Chester Erskine
- 1947 : L'Heure du pardon (The Romance of Rosy Ridge) de Roy Rowland
- 1947 : Mon père et nous (Life with Father) de Michael Curtiz
- 1947 : L'Extravagante Miss Pilgrim (The Shocking Miss Pilgrim), de George Seaton
- 1947 : Le deuil sied à Électre (Mourning becomes Electra) de Dudley Nichols
- 1948 : La mariée est folle (The Bride Goes Wild) de Norman Taurog
- 1948 : Bodyguard de Richard Fleischer
- 1948 : La Course aux maris (Every Girl Should Be Married), de Don Hartman
- 1950 : Fureur secrète (The Secret Fury) de Mel Ferrer
- 1950 : Sierra d'Alfred E. Green
- 1951 : My True Story de Mickey Rooney
- 1952 : Scaramouche de George Sidney

## Théâtre à Broadway (intégrale)

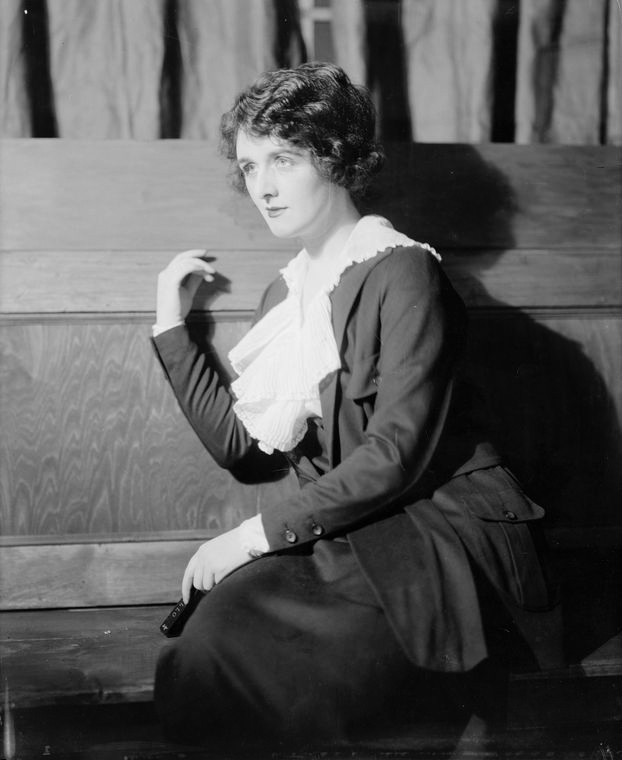
Dans La Maison des cœurs brisés (1920)

- 1912 : Beauty and the Jacobin de Booth Tarkington, avec Maurice Elvey, Walter Kingsford
- 1912 : The Poetasters of Ispahan de Clifford Bax, avec Maurice Elvey, Walter Kingsford
- 1912-1913 : Fanny's First Play de George Bernard Shaw, avec Maurice Elvey, Walter Kingsford, Lionel Pape
- 1917 : The Morris Dance de Harley Granville-Barker, d'après le roman Un mort encombrant (The Wrong Box) de Robert Louis Stevenson, avec Richard Bennett, Ferdinand Gottschalk
- 1917 : Misalliance de George Bernard Shaw, avec William Faversham
- 1918 : Seven Day's Leave de Walter Howard
- 1918 : Muggins de Frank J. Gregory
- 1918 : Humpty Dumpty de Horace Annesley Vachell
- 1918-1919 : Dear Brutus de J. M. Barrie, avec Helen Hayes, Violet Kemble-Cooper
- 1920 : Footloose de Zoe Akins, d'après Herman Merivale et F.C. Grove, avec Tallulah Bankhead
- 1920-1921 : La Maison des cœurs brisés (Heartbreak House) de George Bernard Shaw, avec Henry Travers, Lucile Watson, Helen Westley
- 1921 : The Nightcap de Guy Bolton et Max Marcin, avec Ronald Colman
- 1923-1924 : The Lady de Martin Brown, avec Mary Nash, Leonard Willey
- 1924 : Cock O'the Roost de Rida Johnson Young, avec Harry Davenport
- 1924 : Artistic Temperament de Thomas P. Robinson
- 1925 : Thrills de William Francis Dugan
- 1925 : Avril enchanté (The Enchanted April) de Kane Campbell, adaptation du roman éponyme d'Elizabeth von Arnim, avec Alison Skipworth
- 1925 : Lovely Lady de Jesse Lynch Williams, avec Miriam Hopkins
- 1926 : A Proud Woman d'Arthur Richman, avec Florence Eldridge
- 1926-1927 : The Silver Cord de Sidney Howard, mise en scène par John Cromwell, avec Laura Hope Crews, Margalo Gillmore (adaptée au cinéma en 1933)
- 1927 : Right you are if you think you are de Luigi Pirandello, avec Laura Hope Crews, Edward G. Robinson, Henry Travers, Helen Westley
- 1927 : The Springboard d'Alice Duer Miller, avec Walter Connolly
- 1928 : We never learn de Daisy Wolf, avec Charles Trowbridge
- 1933 : For Services rendered de William Somerset Maugham, avec Jean Adair, Fay Bainter, Leo G. Carroll, Henry Daniell, Walter Kingsford, Jane Wyatt
- 1933 : La Case de l'oncle Tom (Uncle Tom's Cabin) de G.L. Aiken, d'après le roman éponyme d'Harriet Beecher Stowe, avec Fay Bainter, Thomas Chalmers, Russel Crouse, Pedro de Cordoba, Gene et Kathleen Lockhart, Otis Skinner
- 1934 : Big hearted Herbert de Sophie Kerr et Anna Steese Richardson
- 1935 : Laburnum Grove de J.B. Priestley, avec Melville Cooper, Edmund Gwenn